# 旦增称来
旦增称来，中华人民共和国政治人物、全国脱贫攻坚先进个人。

## 生平
旦增称来任江孜县年堆乡尼玛藏式卡垫加工农民专业合作社理事长。因在脱贫攻坚战中作出突出贡献，2021年2月25日全国脱贫攻坚总结表彰大会上，旦增称来被授予“全国脱贫攻坚先进个人”。